# Gabriele Ferzetti
Gabriele Ferzetti (Rome, 17 maart 1925 – Rome, 2 december 2015) was een Italiaanse acteur. 
Ferzetti was bij het grote publiek vooral bekend door zijn rollen in Once upon a Time in the West (1968) als spoorwegmagnaat Morton en in On Her Majesty's Secret Service (1969) waarin hij een Corsicaanse gangster was en de schoonvader van James Bond speelde. Hij vertolkte eveneens de mannelijke hoofdrol in L'avventura (1960), het eerste luik van Antonioni's vervreemdingstrilogie.
Voor de rest was Ferzetti vooral te zien in Italiaanse films en toneelstukken.

## Prijzen:Nastro d'argentovoor beste acteur in een bijrol
- 1953: La provinciale
- 1968: A ciascuno il suo

## Filmografie (selectie)
- 1942: Via delle Cinque Lune (Luigi Chiarini)
- 1942: Bengasi (Augusto Genina)
- 1948: I miserabili (Riccardo Freda)
- 1949: Fabiola (Alessandro Blasetti)
- 1950: Benvenuto reverendo! (Aldo Fabrizi)
- 1950: Gli amanti di Ravello (Francesco De Robertis)
- 1951: Il Cristo proibito (Curzio Malaparte)
- 1953: Il sole negli occhi (Antonio Pietrangeli)
- 1953: La provinciale (Mario Soldati)
- 1953: Puccini (Carmine Gallone)
- 1954: Vergine moderna (Marcello Pagliero)
- 1954: Camilla (Luciano Emmer)
- 1954: Casa Ricordi (Carmine Gallone)
- 1954: Le avventure di Giacomo Casanova (Steno)
- 1955: Adriana Lecouvreur (Guido Salvini)
- 1955: Le amiche (Michelangelo Antonioni)
- 1956: Donatella (Mario Monicelli)
- 1956: Difendo il mio amore (Giulio Macchi)
- 1957: Parola di ladro (Nanni Loy en Gianni Puccini)
- 1957: Souvenir d'Italie (Antonio Pietrangeli)
- 1958: Racconti d'estate (Gianni Franciolini)
- 1958: Tant d'amour perdu (Léo Joannon)
- 1959: Annibale (Carlo Ludovico Bragaglia en Edgar G. Ulmer)
- 1960: Il carro armato dell'8 settembre (Gianni Puccini)
- 1960: La lunga notte del '43 (Florestano Vancini)
- 1960: L'avventura (Michelangelo Antonioni)
- 1960: Femmine di lusso (Giorgio Bianchi)
- 1962: La monaca di Monza (Carmine Gallone)
- 1962: Rencontres (Philippe Agostini)
- 1962: Jessica (Jean Negulesco)
- 1962: Le crime ne paie pas (Gérard Oury)
- 1963: La calda vita (Florestano Vancini)
- 1963: Venere imperiale (Jean Delannoy)
- 1965: Par un beau matin d'été (Jacques Deray)
- 1965: Trois chambres à Manhattan (Marcel Carné)
- 1966: L'arcidiavolo (Ettore Scola)
- 1966: The Bible: In the Beginning (John Huston)
- 1967: A ciascuno il suo (Elio Petri)
- 1968: Grazie zia (Salvatore Samperi)
- 1968: Meglio vedova (Duccio Tessari)
- 1968: C'era una volta il West (Sergio Leone)
- 1969: Gli intoccabili (Giuliano Montaldo)
- 1969: Un bellissimo novembre (Mauro Bolognini)
- 1969: On Her Majesty's Secret Service (Peter Hunt)
- 1969: L'amica (Alberto Lattuada)
- 1970: L'Aveu (Costa-Gavras)
- 1971: Un'anguilla da 300 milioni (Salvatore Samperi)
- 1972: Un uomo dalla pelle dura (Franco Prosperi)
- 1973: Hitler: The Last Ten Days) (Ennio De Concini)
- 1973: Bisturi la mafia bianca (Luigi Zampa)
- 1974: Processo per direttissima (Lucio De Caro)
- 1974: Appassionata (Gianluigi Calderone)
- 1974: The Night Porter (Liliana Cavani)
- 1975: Der Richter und sein Henker (Maximilian Schell)
- 1976: Le guêpier (Roger Pigaut)
- 1976: A Matter of Time (Vincente Minnelli)
- 1977: Sette note in nero (Lucio Fulci)
- 1978: Suggestionata (Alfredo Rizzo)
- 1978: L'Ordre et la sécurité du monde (Claude d'Anna)
- 1978: Mon premier amour (Elie Chouraqui)
- 1981: Inchon (Terence Young)
- 1982: Morte in Vaticano (Marcello Aliprandi)
- 1983: Quartetto Basileus (Fabio Carpi)
- 1987: Giulia e Giulia (Peter Del Monte)
- 1995: Othello (Oliver Parker)
- 2003: L'avvocato De Gregorio (Pasquale Squitieri)
- 2003: Perdutoamor (Franco Battiato)
- 2009: Io sono l'amore (Luca Guadagnino)
- 2010: Diciotto anni dopo Edoardo Leo)

- Bibsys: 90913113
- Biblioteca Nacional de España: XX1076438
- Bibliothèque nationale de France: cb13941294x (data)
- CiNii: DA19091497
- Gemeinsame Normdatei: 1061361209
- International Standard Name Identifier: 0000 0001 0904 5385
- Library of Congress Control Number: no96058654
- Nationale Bibliotheek van Tsjechië: xx0053989
- Nationale Bibliotheek van Israël: 987007407642905171
- Nationale Bibliotheek van Polen: a0000001683137
- Nederlandse Thesaurus van Auteursnamen: 11160043X
- Istituto Centrale per il Catalogo Unico: RAVV088812
- Système universitaire de documentation: 071458948
- Virtual International Authority File: 56800809
- WorldCat: E39PBJmHDYMDkYtQ4TpYCGwwG3